# Хуан Баутиста де Анса
Хуан Баутиста де Анса Бесерра Ньето (исп. Juan Bautista de Anza Bezerra Nieto, 6 июля 1736, Фронтерас, Сонора — 19 декабря 1788, Ариспе, Сонора) — испанский путешественник, баск по происхождению.
Отец — Хуан Баутиста де Анса-и-Сасоета (исп. Juan Bautista de Anza y Sasoeta, 1693—1740), мать — Мария Роса Бесерра Ньето (исп. María Rosa Bezerra Nieto).
Исследовал южную и центральную Калифорнию, выбрал место для будущего города Сан-Франциско. Губернатор новоиспанской провинции Новая Мексика с 24 августа 1777 года по 1788 год. Проводил карательные походы против команчей в 1779 и 1783 годах.